# Andrzej Zieliński
Pour les articles homonymes, voir Zieliński.
Andrzej Franciszek Zieliński  (né le 20 août 1936 à Varsovie et mort le 8 décembre 2021) est un athlète polonais spécialiste du 100 mètres et du 200 mètres. Licencié au Gwardia Varsovie, il mesure 1,73 m pour 69 kg.

## Carrière
Lors des Jeux olympiques de Tokyo, il remporte la médaille d'argent du relais 4 fois 100 mètres avec ses coéquipiers polonais, Wiesław Maniak, Marian Foik et Marian Dudziak.

### Palmarès
| Date | Compétition           | Lieu     | Résultat | Épreuve   | Performance |
| ---- | --------------------- | -------- | -------- | --------- | ----------- |
| 1962 | Championnats d'Europe | Belgrade | 2e       | 4 × 100 m | 39 s 5      |
| 1964 | Jeux olympiques d'été | Tokyo    | 2e       | 4 × 100 m | 39 s 3      |

### Records
| Épreuve    | Performance | Lieu | Date |
| ---------- | ----------- | ---- | ---- |
| 100 mètres | 10 s 2      |      | 1962 |
| 200 mètres | 20 s 7      |      | 1962 |